# 五诸侯
五诸侯是中国古代星官名，属三垣之中的太微垣，指的是天庭的五位地方诸侯。五诸侯星官由五颗星组成，在现在通用的88星座中属于后发座。

## 五诸侯五星
- 五诸侯一，后发座39，视星等6.02
- 五诸侯二，后发座36，视星等4.78
- 五诸侯三，后发座27，视星等5.14
- 五诸侯四
- 五诸侯五，后发座6，视星等5.11

## 五诸侯增七星
清钦天监1752年编成《仪象考成》星表，五诸侯增加了7颗肉眼可见的星。

## 古書記載
- 《史记正义》：「諸侯五星…‧一曰帝師、二曰帝友、三曰三公、四曰博士、五曰太史，此五者為天子定疑議也。」